# T-cuadrada (fractal)
En matemáticas, T-cuadrada es un fractal bidimensional. Tiene un límite de longitud infinita que delimita un área finita. Su nombre proviene del instrumento de dibujo conocido como regla T. El nombre original en inglés del fractal es T-square, la ya citada regla T, cuya traducción más ajustada al español sería escuadra en T. En cualquier caso, el uso en la denominación de los términos "cuadrado" o "cuadrada", tienen la ventaja sobre "escuadra" de evocar directamente la forma sobre la que está basado el fractal: el cuadrado. 

## Descripción algorítmica

T-cuadrada

Se puede generar usando este algoritmo:
1. Imagen 1:
  1. Comienza con un cuadrado (el cuadrado negro de la imagen)
2. Imagen 2:
  1. En cada esquina convexa de la imagen anterior, se coloca otro cuadrado, centrado en esa esquina, con la mitad de la longitud lateral del cuadrado de la imagen anterior.
  2. Tomar la unión de la imagen anterior con la colección de cuadrados más pequeños colocados de esta manera.

Cuadrados áureos con T-ramificación

3. Imágenes 3 a 6:
  1. Repetir el paso 2.

El método de creación es bastante similar a los utilizados para crear un copo de nieve de Koch o un triángulo de Sierpinski, "ambos basados en el dibujo recursivo de triángulos equiláteros y en la alfombra de Sierpinski".

## Propiedades
El fractal T-cuadrada tiene una dimensión fractal de ln(4)/ln(2)=2. La extensión de la superficie negra está "casi" en todas partes en el cuadrado más grande, porque una vez que un punto se ha oscurecido, permanece negro durante cada otra iteración; sin embargo, algunos puntos permanecen blancos.
La dimensión fractal del límite es igual a {\displaystyle \textstyle {{\frac {\log {3}}{\log {2}}}=1.5849...}}.
Usando inducción matemática se puede probar que para cada n≥2 el número de nuevos cuadrados que se suman en la etapa n es igual a {\displaystyle 4*3^{(n-1)}}.

## T-cuadrada y el juego del caos
El fractal T-cuadrada también se puede generar mediante una adaptación del juego del caos, en el que un punto salta repetidamente a mitad de camino hacia los vértices elegidos al azar de un cuadrado. El T-cuadrada aparece cuando el punto de salto no puede apuntar al vértice directamente opuesto al vértice elegido previamente. Es decir, si el vértice actual es v[i] y el vértice anterior era v[i-1], entonces v[i]≠v[i-1]+vinc, donde vinc=2 y aritmética modular significa que 3+2=1, 4+2=2:

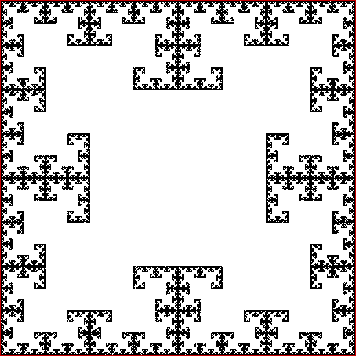
Eligiendo aleatoriamente v[i] ≠ v[i-1] + 2

Si a vinc se le dan valores diferentes, aparecen alomorfos del T-cuadrada  que son computacionalmente equivalentes al fractal, pero de apariencia muy diferente:
|  |  |

## Fractal T-cuadrada y triángulo de Sierpiński
El fractal T-cuadrada se puede deducir del triángulo de Sierpinski, y viceversa, ajustando el ángulo en el que se agregan subelementos del fractal original desde el centro hacia afuera.
|  |

## Lecturas relacionadas
- Hamma, Alioscia; Lidar, Daniel A.; Severini, Simone (2010). «Entanglement and area law with a fractal boundary in topologically ordered phase». Phys. Rev. A 82. doi:10.1103/PhysRevA.81.010102.
- Ahmed, Emad S. (2012). «Dual-mode dual-band microstrip bandpass filter based on fourth iteration T-square fractal and shorting pin». Radioengineering 21 (2): 617.

- Datos: Q1093711
- Multimedia: T-square fractals / Q1093711